# Mont (Comblain-au-Pont)
Pour les articles homonymes, voir Mont.
Mont est un village de la commune belge de Comblain-au-Pont située en Région wallonne dans la province de Liège. 
Avant la fusion des communes de 1977, Mont faisait déjà partie de la commune de Comblain-au-Pont.

## Situation
Le village de Mont se situe sur un tige (ligne de crête) du plateau condrusien au sommet du versant occidental de l'Ourthe. Les villages entourant Mont sont Comblain-au-Pont, Poulseur et Anthisnes. Mont se trouve à proximité d'une ancienne voie secondaire romaine reliant Bavai à Cologne

## Description
Le village est formé de maisons et fermettes en grès ou en pierre calcaire issus des carrières de la région. Certaines habitations sont composées de ces deux variétés de moellons.
Un bel exemple de construction mixte (grès et pierre calcaire) est la ferme du Raideux située au sud du village. Le sentier de grande randonnée 57 passe devant cette belle ferme en carré.
La chapelle Sainte-Thérèse, implantée au milieu du village, a été construite dans les années 1920 par la famille van Zuylen.

## Activités
Le village comptait plusieurs carrières ainsi qu'une siroperie (fabrique de sirop de Liège).
Le club de football du F.C. Mont occupe des terrains situés au sommet du village.